# قطعنامه ۹۳۳ شورای امنیت
قطعنامه  ۹۳۳ شورای امنیت سازمان ملل متحد که در تاریخ ۳۰ ژوئن ۱۹۹۴ تصویب شد، سندی بین‌المللی دربارهٔ وضعیت در هائیتی است. این قطعنامه طی نشست ۳۳۹۷ام با ۱۵ رای موافق، ۰ مخالف و ۰ ممتنع تصویب شد.